# Autoroute A3 (Nigeria)
Pour les articles homonymes, voir Autoroute A3.
L'autoroute A3 est une des principales routes du Nigéria reliant la ville de Port Harcourt au sud à Gamboru au nord-est à la frontière entre le Cameroun et le Nigeria.

## Tracé
L'autoroute A3 s'étend sur environ 1 502 kilomètres.
Elle part de Port Harcourt au sud et se dirige vers le nord, en passant par plusieurs villes et régions, dont Aba, Umuahia, Okigwe, Enugu, Ngwo, Makurdi, Lafia, Jos, Bauchi, Potiskum, Damaturu, Maiduguri, et se termine à Gamboru.
L'autoroute traverse finalement la frontière camerounaise à Gamboru et permet de relier N'Djamena, la capitale du Tchad.

## Pont de Gamboru
Le 9 mai 2014, le pont reliant Gamboru au reste du Nigeria, ainsi que les points de contrôle de l'immigration du Cameroun et du Nigéria, ont été détruits lors d'une attaque de Boko Haram.
À la suite de la destruction du pont, des centaines de camions lourds transportant des marchandises entre le Tchad et le Nigeria se sont retrouvés bloqués des deux côtés du pont.
Le 13 mai 2014, la Chambre des Représentants a appelé le Gouvernement fédéral à reconstruire le pont Gamboru, qui sert de lien crucial entre la frontière et d'autres parties de État de Borno.